# 小田急ホテルズアンドリゾーツ
株式会社小田急ホテルズアンドリゾーツ（おだきゅうホテルズアンドリゾーツ）は、小田急グループ内のホテル運営事業を統括していた会社で、小田急電鉄の子会社であった。
従前独立して存在していた小田急グループ内の各ホテルの連携を行い、営業力を強化してグループホテルの集客増加に寄与すること、グループの経営効率化を図ることを目的としていた。2002年2月1日に設立されたが、2007年7月1日に株式会社ホテル小田急と合併して解散した。

## 運営を統括していたホテル
- ハイアットリージェンシー東京（旧:ホテルセンチュリーハイアット、後:センチュリーハイアット東京）
- ホテルセンチュリー静岡
- 小田急ホテルセンチュリー相模大野
- 小田急厚木ホテル
- 箱根ハイランドホテル
- 箱根山のホテル
- ホテルはつはな
- 小田急ホテルセンチュリーサザンタワー